# Servizio cinofili dell'Arma dei Carabinieri
Il servizio cinofili dell'Arma dei Carabinieri è un'unità cinofila che assicura l'impiego di carabinieri conduttori e cani in supporto all'organizzazione territoriale per attività di polizia giudiziaria, di ricerca, di soccorso in aree sensibili e in tutte le altre operazioni in cui tale intervento viene ritenuto utile.

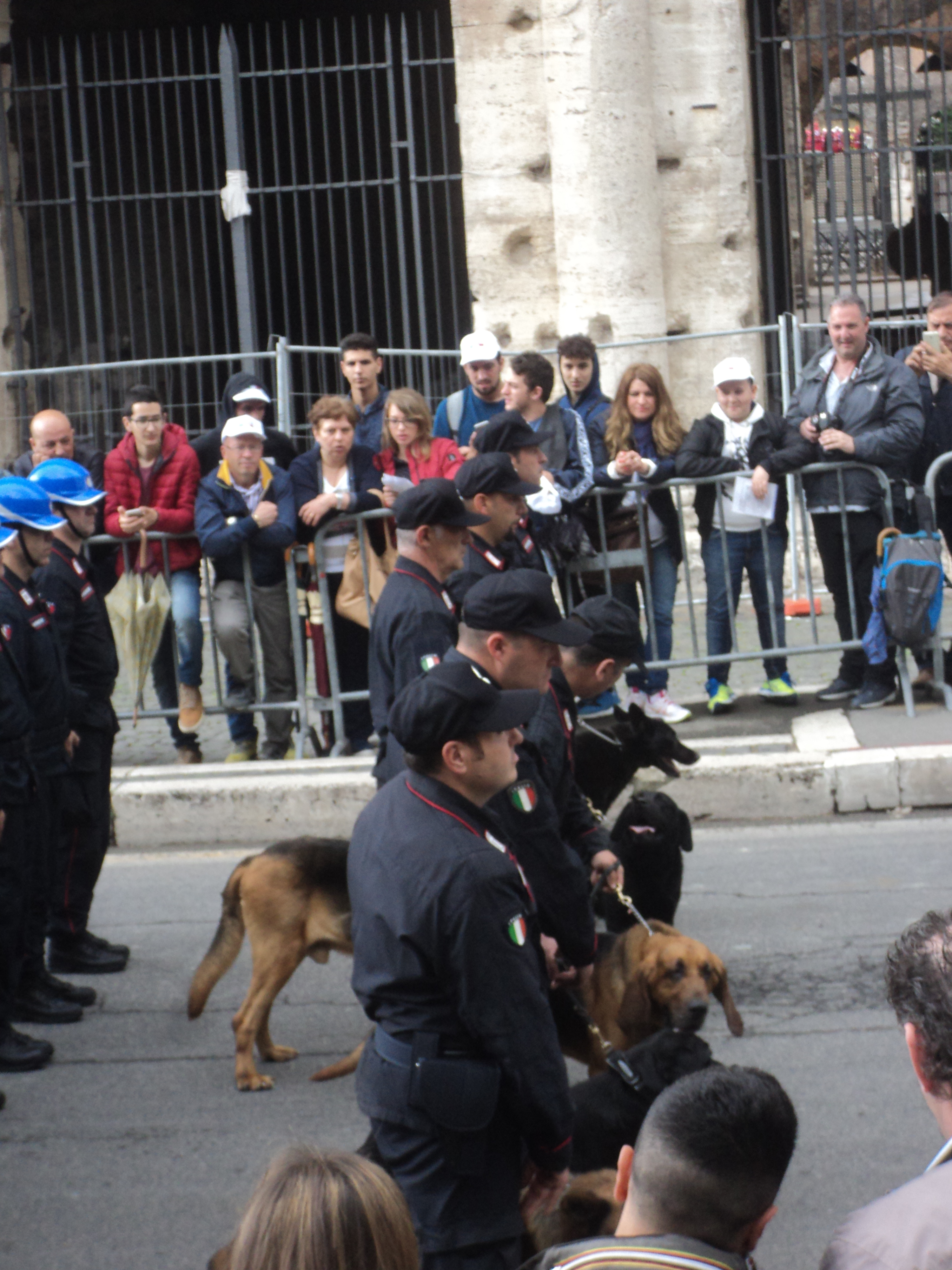
Unità cinofila dei Carabinieri

## Storia
Il servizio cinofili è stato istituito nel giugno 1957, con sede a Firenze. Un altissimo livello di addestramento caratterizza da 50 anni l'impiego dei carabinieri conduttori e dei  cani, che nel loro periodo di attività hanno registrato innumerevoli, utili risultati nel campo delle indagini di polizia, accanto ai numerosi episodi di soccorso e di assistenza che hanno trovato risalto nella stampa nazionale.

## Struttura
Il servizio cinofili è così strutturato:
- un centro cinofili, con sede a Firenze, che svolge i compiti addestrativi ed è posto alle dipendenze del vicecomandante della Regione carabinieri "Toscana".
- 24 nuclei cinofili distribuiti su tutto il territorio nazionale e dipendenti dalle compagnie territoriali.
- una squadra cinofili per il Nucleo carabinieri di Castelporziano posto alle dipendenze del Reparto carabinieri Presidenza della Repubblica.
- un'unità presso le stazioni carabinieri Aeroporto Milano Linate e Roma Fiumicino nonché presso il Comando Aeronautica Militare e Comando Marina Militare.

## Compiti ed impiego
Le unità cinofile, a seconda delle caratteristiche dei cani, sono impiegate:
- in operazioni di polizia giudiziaria, per:
  - localizzare e seguire tracce di ricercati;
  - segnalare la presenza di persone nascoste;
  - rintracciare oggetti o indumenti nascosti;
  - fornire indicazioni, sulla base di oggetti o indumenti rinvenuti sul luogo dove sia stato commesso un reato, circa l'eventuale partecipazione al fatto di altre persone;
  - localizzare esplosivi e armi;
- nei servizi preventivi, per:
  - segnalare la presenza di persone nascoste;
  - inseguire e bloccare i soggetti in fuga;
  - ispezionare boschi, zone impervie, casolari, anfratti, grotte, ecc., nel corso della ricerca di latitanti o altri ricercati;
  - garantire la sicurezza di unità che agiscono in particolari condizioni ambientali;
- in operazioni di soccorso, per:
  - ricercare persone travolte da valanghe (tale compito è affidato in particolare alle unità cinofile che operano a supporto del Centro carabinieri addestramento alpino)
  - ricercare persone disperse in caso di pubbliche calamità come terremoti, alluvioni, inondazioni, crolli, esplosioni, ecc.